# Sidney Hinds
Sidney Rae „Sid“ Hinds (* 14. Mai 1900 in Newton; † 17. Februar 1991 in San Antonio) war ein US-amerikanischer Sportschütze und Brigadegeneral der United States Army.

## Karriere
Sidney Hinds nahm an den Olympischen Spielen 1924 in Paris teil. Mit dem Freien Gewehr wurde er im Mannschaftswettbewerb zusammen mit Morris Fisher, Walter Stokes, Joseph Crockett und Raymond Coulter vor den Mannschaften Frankreichs und Haitis Olympiasieger.
Während der Spiele bekleidete Hinds, ein Berufssoldat, den Rang eines Lieutenants. Er war der US Army beigetreten und graduierte 1920 von der United States Military Academy in West Point. Hinds kämpfte im Ersten und im Zweiten Weltkrieg und erhielt zahlreiche Orden und Ehrenzeichen. 1947 schied er aus dem aktiven Dienst im Rang eines Brigadegenerals aus.